# Chicago Fire (8.ª temporada)
A oitava temporada da série de televisão dramática estadounidense Chicago Fire foi encomendada em 26 de fevereiro de 2019 pela NBC, estreou em 25 de setembro de 2019 e foi concluída prematuramente em 15 de abril de 2020, contando com apenas 20 episódios, dos 23 planejados, devido a suspensão da produção em 13 de março de 2020, por conta da pandemia de COVID-19. A temporada foi produzida pela Universal Television em associação com a Wolf Entertainment, com Derek Haas e Matt Olmstead como produtores e com Dick Wolf como produtor executivo. A temporada foi ao ar na temporada de transmissão de 2019-20 às noites de quarta-feira às 21h00, horário do leste dos EUA.
Essa é a primeira temporada a contar com Alberto Rosende como Bombeiro Candidato Blake Gallo no elenco principal da série, bem como é a última a contar com Annie Ilonzeh como paramédica Emily Foster.
A oitava temporada estrela Jesse Spencer como Tenente Matthew Casey, Taylor Kinney como Tenente Kelly Severide, Kara Killmer como paramédica Sylvie Brett, David Eigenberg como Bombeiro Christopher Hermann, Yuri Sardarov como bombeiro Brian "Otis" Zvonecek, Joe Minoso como Bombeiro Joe Cruz, Christian Stolte como Bombeiro Randy "Mouch" McHolland, Miranda Rae Mayo como Bombeira Stella Kidd, Annie Ilonzeh como paramédica Emily Foster, Eamonn Walker como Chefe de Batalhão Wallace Boden e Alberto Rosende como Bombeiro Candidato Blake Gallo.
A temporada terminou com uma média de 11.70 milhões de espectadores e ficou classificada em 6.º lugar na audiência total e classificada em 10.º no grupo demográfico de 18 a 49 anos.

## Elenco e personagens

### Principal
- Jesse Spencer como Capitão Matthew Casey
- Taylor Kinney como tenente Kelly Severide
- Kara Killmer como paramédica Sylvie Brett
- David Eigenberg como tenente Christopher Herrmann
- Yuri Sardarov como bombeiro Brian "Otis" Zvonecek[a]
- Joe Minoso como Bombeiro Joe Cruz
- Christian Stolte como bombeiro Randy "Mouch" McHolland
- Miranda Rae Mayo como Bombeiro Stella Kidd
- Annie Ilonzeh como paramédica Emily Foster
- Eamonn Walker como Chefe Wallace Boden
- Alberto Rosende como Bombeiro Candidato Blake Gallo[b]

| - Andy Allo como Tenente Wendy Seager - Randy Flagler como Bombeiro Harold Capp - Anthony Ferraris como bombeiro Tony Ferraris - Daniel Kyri como Bombeiro Darren Ritter - Teddy Sears como Capelão Kyle Sheffield - Eloise Mumford como Hope Jacquinot | - Monica Raymund como Gabriela Dawson - Brian Geraghty como Sean Roman - Steven Boyer como vice-comissário assistente Jerry Gorsch |

### Crossover
- Jesse Lee Soffer como Detetive Jay Halstead (De Chicago P.D.)
- Marina Squerciati como Oficial Kim Burgess (De Chicago P.D.)
- Amy Morton como Sargento Trudy Platt (De Chicago P.D.)
- Jason Beghe como Sargento Hank Voight (De Chicago P.D.)
- Tracy Spiridakos como Detetive Hailey Upton (De Chicago P.D.)
- Patrick John Flueger como Oficial Adam Ruzek (De Chicago P.D.)
- LaRoyce Hawkins como Oficial Kevin Atwater (De Chicago P.D.)
- Lisseth Chavez como Oficial Vanessa Rojas (De Chicago P.D.)
- Nick Gehlfuss como Dr. Will Halstead (De Chicago Med)
- Yaya DaCosta como April Sexton (De Chicago Med)
- Torrey DeVitto como Dra. Natalie Manning (De Chicago Med)
- Dominic Rains como Dr. Crockett Marcel (De Chicago Med)
- Marlyne Barrett como enfermeira Maggie Lockwood (De Chicago Med)
- S. Epatha Merkerson como Sharon Goodwin (De Chicago Med)

Notas
1. ↑  Creditado como principal apenas no primeiro episódio.
2. ↑  Creditado como principal a partir do episódio 8x10. Anteriormente creditado como ator convidado.

## Episódios
| N.º na série | N.º na temp. | Título                              | Dirigido por       | Escrito por                                                                                  | Exibição original       | Audiência (milhões) |
| --- | ------------ | ----------------------------------- | ------------------ | -------------------------------------------------------------------------------------------- | ----------------------- | ------------------- |
| 160 | 1            | "Sacred Ground"                     | Reza Tabrizi       | Derek Haas                                                                                   | 25 de setembro de 2019  | 7.32                |
| O caos se instala no incêndio da fábrica de colchões, a caldeira explode e Otis fica gravemente ferido. Ele morre no Med, por conta dos seus ferimentos, devastando Cruz e o resto do 51. Três meses depois, Brett voltou para Fowlerton com o capelão após o noivado - onde ela é confrontada quase imediatamente por sua velha amiga Hope, que causou estragos no 51 no passado. Foster se ajusta à saída de Brett com um novo recruta. Boden recebe a notícia de que o CFD agendou uma investigação sobre o incêndio da fábrica de colchões, colocando toda a culpa em Casey. Mais tarde, um memorial é colocado no quartel em nome de Otis. |              |                                     |                    |                                                                                              |                         |                     |
| 161 | 2            | "A Real Shot in the Arm"            | Sanford Bookstaver | Andrea Newman & Michael Gilvary                                                              | 2 de outubro de 2019    | 7.64                |
| Casey e Severide discutem com Boden sobre um novo recruta que parece ser um risco após a morte de Otis. Enquanto isso, Brett pensa em voltar para Chicago, pois sente falta de seus amigos do 51. Enquanto isso, Herrmann luta para vender a parte de Molly de Otis para salvar o bar. Foster tenta se relacionar com seu novo parceiro. |              |                                     |                    |                                                                                              |                         |                     |
| 162 | 3            | "Badlands"                          | Olivia Newman      | Michael A. O'Shea                                                                            | 9 de outubro de 2019    | 7.70                |
| Brett retorna ao 51 e imediatamente ela e Foster lidam com um chamado em uma prisão. Brett suspeita que um dos policiais usou má conduta grosseira contra um dos presos adolescentes. Enquanto isso, Boden recebe notícias sobre o passado do novo recruta Gallo e pede a Kidd para participar de um seminário de liderança como representante do CFD. Além disso, todos no quartel 51 tentam se ajustar a um novo sistema de chamadas de alta tecnologia. |              |                                     |                    |                                                                                              |                         |                     |
| 163 | 4            | "Infection: Part I"                 | Reza Tabrizi       | História por : Dick Wolf & Derek Haas Roteiro por : Derek Haas                               | 16 de outubro de 2019   | 8.23                |
| Durante um jogo do Chicago Bears, Casey e outros socorristas ajudam um homem que tem uma bactéria carnívora em sua perna. Logo depois, mais quatro vítimas apresentam os mesmos sintomas, levando a um surto massivo. Mais tarde, o 51 responde a um chamado de uma universidade especializada em pesquisa biológica. A equipe chega à conclusão de que o caso foi criminoso. Enquanto isso, Cruz planeja pedir sua namorada Chloe em casamento e Boden seleciona seu quartel para estar de plantão durante as festividades da Oktoberfest da cidade, para grande desgosto de todos. O detetive Jay Halstead e o oficial Adam Ruzek encontram evidências que apontam para a primeira vítima da doença como o principal suspeito. Esse episódio começa um crossover com Chicago Med e Chicago P.D. que continua em "Infection: Part II" e se conclui em "Infection: Part III". |              |                                     |                    |                                                                                              |                         |                     |
| 164 | 5            | "Buckle Up"                         | Leslie Libman      | Matt Whitney                                                                                 | 23 de outubro de 2019   | 7.87                |
| Depois de responder a uma série de chamados envolvendo acidentes de carro quase fatais envolvendo caminhões de reboque, Severide começa a suspeitar que esses incidentes podem ser planejados e lança sua própria investigação paralela. Hermann dá um sermão a um de seus filhos depois de responder a um chamado em uma piscina. Enquanto isso, Kidd viaja para uma conferência de liderança, mas é recebida com uma recepção gelada – a princípio. Enquanto isso, Brett usa a ideia de Mouch para desenvolver um boletim informativo do corpo de bombeiros. Além disso, depois de ouvir sobre a separação de Cruz, Brett tenta encorajar Chloe a dar outra chance a Cruz. Chloe e Cruz se encontram do lado de fora do quartel e, depois que ela confessa seus medos, mas apresenta uma surpresa feliz, Cruz a pede em casamento e eles se beijam.                         |              |                                     |                    |                                                                                              |                         |                     |
| 165 | 6            | "What Went Wrong"                   | Sanford Bookstaver | Jamila Daniel                                                                                | 30 de outubro de 2019   | 7.45                |
| Casey é duro com Gallo por desobedecer a uma ordem direta durante uma chamada e reconsidera o futuro dele no CFD. Depois de descobrir sobre o passado de Gallo, Casey tenta fazê-lo se abrir e explicar suas ações. Gallo explica que perdeu sua família em um incêndio quando era jovem. Enquanto isso, durante o mesmo chamado, a vítima idosa morre devido aos ferimentos e Severide e Cruz começam a suspeitar que o incêndio possa ter sido intencional. Além disso, Brett, Kidd e Foster criam um sala feminina no 51, no entanto, as coisas começam a ficar fora de controle quando mulheres de outros quartéis começam a destruir a sala. Após noivado, Cruz pede Severide para ser seu padrinho |              |                                     |                    |                                                                                              |                         |                     |
| 166 | 7            | "Welcome to Crazytown"              | Carl Seaton        | Andrea Newman & Michael Gilvary                                                              | 6 de novembro de 2019   | 7.68                |
| O 51 lida com uma situação de refém durante uma ligação em um incêndio em um apartamento. Na mesma ligação, Hermann se envolve em uma situação com um policial e depois é agredido com uma acusação de agressão que pode resultar na perda de seu comando. Enquanto isso, Severide se opõe veementemente a uma ordem de transferência para o Escritório de Investigações de Incêndio, apenas para descobrir que a transferência foi iniciada pelo Comissário de Bombeiros Grissom. Além disso, Cruz fica mortificado ao ver sua ferramenta de resgate patenteada "Slamigan" (Marreligam) copiada por um concorrente em uma exposição de combate a incêndios. |              |                                     |                    |                                                                                              |                         |                     |
| 167 | 8            | "Seeing is Believing"               | Eric Laneuville    | Ron McCants                                                                                  | 13 de novembro de 2019  | 7.17                |
| O 51 responde a um incêndio em casa, onde o fogo rapidamente aumenta à medida que os móveis pegam fogo. Hermann descobre que o fabricante dos móveis é o mesmo da fábrica que matou Otis. Enquanto isso, Severide se instala em seu novo papel na OFI. Ele reabre um caso de incêndio em uma mercearia que foi considerado suspeito. Enquanto isso, Boden pede a Kidd para ser instrutora na academia de bombeiros. Além disso, Brett configura Foster para ser uma instrutora de spinning. |              |                                     |                    |                                                                                              |                         |                     |
| 168 | 9            | "Best Friend Magic"                 | Reza Tabrizi       | Derek Haas                                                                                   | 20 de novembro de 2019  | 8.36                |
| Todos os membros do 51, incluindo Casey, ficam chocados ao ver que Gabby Dawson voltou para Chicago. Casey se atrapalha ao ver Dawson novamente depois que ela o convida para um evento de caridade. Enquanto isso, Severide continua fazendo sucesso na OFI. Stella começa a sentir os efeitos do excesso de trabalho, levando-a a sofrer um acidente de carro. Além disso, Cruz pede a ajuda de Gallo e Ritter depois que ele encontra o velho drone voador quebrado de Otis. Severide e um membro da OFI vão investigar um porão de armazém cheio de objetos inflamáveis e um criminoso com um sinalizador em suas mãos deixa a vida de Severide em risco. |              |                                     |                    |                                                                                              |                         |                     |
| 169 | 10           | "Hold Our Ground"                   | Matt Earl Beesley  | Michael A. O'Shea                                                                            | 8 de janeiro de 2020    | 7.95                |
| Severide e o infrator escapam do porão de um armazém depois que este foi incendiado com um sinalizador e lutou contra Severide até sua prisão. Logo depois, Severide retorna como tenente no 51. Enquanto isso, Foster começa a bater de frente com Brett e questiona sua liderança. Além disso, Casey e Gallo trabalham juntos para investigar e encontrar o equipamento desaparecido do corpo de bombeiros que foi roubado em um chamado e usado em uma série de roubos, resultando em todos os bombeiros do 51 apreendendo o ladrão após uma perseguição pelas ruas de Chicago. Gallo encontra uma rival em outro quartel no processo. Após um chamado, Mouch se depara com uma carta e começa a rastrear o dono. |              |                                     |                    |                                                                                              |                         |                     |
| 170 | 11           | "Where We End Up"                   | Batán Silva        | Matt Whitney                                                                                 | 15 de janeiro de 2020   | 8.17                |
| Depois que uma infestação de percevejos atinge o 51, a equipe é forçada a ser realocada para o quartel 20. As tensões imediatamente começam a ficar altas com Casey e o outro capitão. Mas todas as tensões são deixadas de lado depois que ambas as equipes escapam de um incêndio angustiante. Enquanto isso, Brett, Kidd e Foster começam a pensar que o Capitão Leone está atrás deles após seu último encontro. Gallo e a paramédica Violet Lin do quartel 20 continuam seu caso. Além disso, Boden recebe notícias sobre um colega bombeiro e considera novos protocolos. |              |                                     |                    |                                                                                              |                         |                     |
| 171 | 12           | "Then Nick Porter Happened"         | Reza Tabrizi       | Andrea Newman & Michael Gilvary                                                              | 22 de janeiro de 2020   | 8.18                |
| O 51 responde a uma série de alarmes em um internato, que Severide e Casey descobrem que eram alarmes falsos. Enquanto isso, Mouch recomenda um novo companheiro de quarto para Cruz e Brett. Mais tarde, eles começam a se arrepender da decisão, pois o comportamento do novo membro se torna insuportável. Além disso, Stella pede a ajuda de Ritter para surpreender Severide em seu aniversário. |              |                                     |                    |                                                                                              |                         |                     |
| 172 | 13           | "A Chicago Welcome"                 | Paul McCrane       | Derek Haas                                                                                   | 5 de fevereiro de 2020  | 8.18                |
| Depois de receber um novo caminhão e equipamentos extremamente necessários do vice-comissário Gorsch, Severide e Boden investigam quais realmente são seus motivos. Enquanto isso, após um chamado de incêndio que matou uma vítima idosa, Casey e Brett atendem o marido da vítima para descobrir seu bem-estar. Herrmann e Mouch estão em desacordo sobre o novo caminhão. Além disso, Cruz começa a se irritar com Foster depois que ela dá uma festa em seu apartamento sem convidá-lo. O motivo de Gorsch é revelado - e surpreende a todos, especialmente Boden, com sua sinceridade. A equipe resgata várias pessoas e depois assistem ao funeral da vítima idosa. |              |                                     |                    |                                                                                              |                         |                     |
| 173 | 14           | "Shut It Down"                      | Leslie Libman      | Neil McCormack                                                                               | 12 de fevereiro de 2020 | 8.28                |
| Casey, Severide e Boden estão perdidos quando uma série de explosões de vazamento de gás acontecem na área sem explicação. Gallo fica afetado por uma das vítimas de queimaduras - uma menina de sete anos em coma -, pois traz de volta memórias de seu passado: sua própria irmã de sete anos morreu no incêndio que matou sua família. Enquanto isso, Brett pede a ajuda de Casey quando sua mãe biológica começa a se aproximar. Cruz luta para tentar planejar seu casamento e sua despedida de solteiro. Além disso, com um assento no caminhão de Hermann disponível, Mouch pede ajuda de Ritter. |              |                                     |                    |                                                                                              |                         |                     |
| 174 | 15           | "Off the Grid"                      | Reza Tabrizi       | Matt Whitney                                                                                 | 26 de fevereiro de 2020 | 8.66                |
| O 51 responde a um chamado de um grupo de adolescentes que tem uma overdose de Oxy falsificado. O ex-oficial de patrulha de Chicago Sean Roman retorna a Chicago e informa ao 51 que sua irmã está desaparecida e foi vista pela última vez no mesmo local. Severide começa a suspeitar que Roman está levando mais do que diz quando começa a procurar por conta própria. Casey encoraja Brett a conhecer sua mãe biológica. Severide descobre o jovem que vendeu drogas para a irmã desaparecida de Roman. Esse episódio começa um crossover com Chicago P.D. que se conclui em "Burden of Truth". |              |                                     |                    |                                                                                              |                         |                     |
| 175 | 16           | "The Tendency of a Drowning Victim" | Matt Earl Beesley  | Andrea Newman & Michael Gilvary                                                              | 4 de março de 2020      | 8.26                |
| O 51 responde a uma chamada onde um carro bate no Lago Michigan. Casey e Severide discutem sobre o resgate do motorista, mas Casey imediatamente suspeita que não foi um acidente, mas a tentativa de assassinato de uma jovem. Enquanto isso, Boden e Kidd iniciam uma nova dieta da moda juntos e suas atitudes colocam todos no limite. Brett e sua mãe biológica Julie se unem. A ex-namorada de Otis, Lilly, volta a Chicago com uma oportunidade de investimento para Hermann. Casey e Severide descobrem a verdade sobre o acidente de carro - e a fraude por trás dele - quando a vítima do acidente aparece muito viva e moradora de Chicago. Herrmann promete ajudar Lilly a abrir sua padaria, mesmo que não possa ajudar financeiramente. As equipes põem fim ao nervosismo da dieta de Boden e Kidd.                                                             |              |                                     |                    |                                                                                              |                         |                     |
| 176 | 17           | "Protect a Child"                   | Brenna Malloy      | Derek Haas                                                                                   | 18 de março de 2020     | 9.02                |
| Casey recebe notícias após um chamado quando a vizinha de uma vítima de incêndio ligou para o conselho tutelar sob falsas acusações contra ela. Enquanto isso, depois de ver jovens nas ruas vendendo drogas, Stella inicia um programa para adolescentes em risco. Brett recebe inesperada atenção romântica ao procurar uma casa para Julie e seu marido. Além disso, depois de ter sido negado um lugar para os aposentos de oficial, Hermann faz seus próprios aposentos - o que não funciona do jeito que ele esperava. |              |                                     |                    |                                                                                              |                         |                     |
| 177 | 18           | "I'll Cover You"                    | Eric Laneuville    | História por : Ron McCants & Michael A. O'Shea Roteiro por : Michael Gilvary & Andrea Newman | 25 de março de 2020     | 9.20                |
| Após uma ligação de um incêndio em um motel, Severide se une novamente ao OFI quando descobre um cadáver na banheira. Enquanto isso, Brett continua a se envolver com sua mãe biológica Julie, mais tarde Julie entra em trabalho de parto e morre ao dar à luz. Os membros do 51 se unem para descobrir a localização em uma foto antiga de Casey. Além disso, Stella começa seu novo programa. |              |                                     |                    |                                                                                              |                         |                     |
| 178 | 19           | "Light Things Up"                   | Nicole Rubio       | Elizabeth Sherman                                                                            | 8 de abril de 2020      | 8.99                |
| É o dia do casamento de Cruz e o caos chega ao 51 quando um grupo de manifestantes invade o quartel para reivindicar a reabertura de um quartel fechado. Enquanto isso, após a morte de Julie, Brett é forçada a tomar uma grande decisão quando o marido de Julie começa a entrar em pânico com a paternidade. Além disso, Ritter e Gallo pedem a Boden sua aprovação para iniciar uma página de mídia social para o corpo de bombeiros. No final, Cruz e Chloe são casados e felizes. |              |                                     |                    |                                                                                              |                         |                     |
| 179 | 20           | "51's Original Bell"                | Eric Laneuville    | Matt Whitney                                                                                 | 15 de abril de 2020     | 9.46                |
| Durante um vazamento químico em uma fábrica, Capp se machuca no trabalho e tem medo de colocar sua carreira em risco. Severide logo descobre que a fábrica teve várias violações e ninguém a fechou. Enquanto isso, Foster contempla uma grande decisão de retornar à faculdade de medicina. Kidd fica preocupada com uma de suas alunas que continua a não aparecer em seu grupo de bombeiras. Além disso, Gallo começa a ter problemas de relacionamento. |              |                                     |                    |                                                                                              |                         |                     |

## Produção

### Roteiro
A estreia da temporada contou com a saída do personagem original Brian "Otis" Zvonecek, interpretado por Yuri Sardarov. O produtor executivo Derek Haas explicou que após a sétima temporada, eles não tinham certeza de como lidariam com a conclusão do incêndio na fábrica de colchões. Eles perceberam que haviam colocado personagens em perigo antes de salvá-los muitas vezes. Haas continuou: "O público precisa ser lembrado de que essas ligações são perigosas e às vezes as pessoas não conseguem. Pensamos, e se matássemos Otis e ele morresse heroicamente? Percebemos que havia tanta paisagem emocional que poderíamos cobrir." Haas conversou com o criador de Chicago, Dick Wolf, sobre a decisão primeiro, antes de informar a Sardarov que ele seria descartado. Sardarov concordou em retornar para a estreia da oitava temporada. Haas confirmou que considerou matar Darren Ritter (Daniel Kyri), mas como ele só foi apresentado na sétima temporada, sua morte não teria o mesmo impacto de um membro do elenco original. A morte de Otis também deu aos escritores a chance de roteirizar um memorial no quartel que não havia sido feito na série antes. Haas esperava que Sardarov concordasse em reprisar o papel em aparições futuras.
Outra história em andamento segue a paramédica Sylvie Brett (Kara Killmer), que deixou Chicago com seu noivo Kyle Sheffield (Teddy Sears) para uma pequena cidade em Indiana. Haas queria "continuar com ela concordando em se casar com Kyle". Ele também queria trazer de volta sua ex-amiga Hope Jacquinot (Eloise Mumford) para o enredo.

### Casting
O ator Alberto Rosende se junta ao elenco no papel recorrente do bombeiro Blake Gallo. Haas disse que o show precisava de "energia fresca" e chamou o personagem de "Júnior Casey/Júnior Severide". Ele acrescentou que nem todos na casa estão interessados em trazer Blake. Em 13 de dezembro de 2019, foi anunciado que Rosende foi promovido a regular na série.
Em 30 de outubro de 2019, foi anunciado que a ex-membro do elenco principal Monica Raymund retornaria como Gabriela Dawson para o mid-season finale no episódio 9, "Best Friend Magic", em 20 de novembro de 2019.
Em 16 de abril de 2020, foi anunciado que Annie Ilonzeh, que interpreta Emily Foster, deixaria a série após duas temporadas.

### Crossovers
O quarto episódio da temporada começa um evento de crossover com Chicago Med e Chicago PD . Derek Haas e Dick Wolf escreveram a história para todas as três partes e Haas escreveu o roteiro para a primeira parte. A trama gira em torno de "uma doença misteriosa". Outro crossover com PD foi ao ar em 26 de fevereiro e incluiu o retorno de Brian Geraghty como Sean Roman.

## Recepção

### Audiência
| №  | Título                              | Exibição original       | Rating/share (18–49) | Audiência (em milhões) | DVR (18–49) | Audiência em DVR (milhões) | Total (18–49) | Audiência total (em milhões) |
| -- | ----------------------------------- | ----------------------- | -------------------- | ---------------------- | ----------- | -------------------------- | ------------- | ---------------------------- |
| 1  | "Sacred Ground"                     | 25 de setembro de 2019  | 1.1/5                | 7.32                   | 0.8         | 3.99                       | 2.0           | 11.32                        |
| 2  | "A Real Shot in the Arm"            | 2 de outubro de 2019    | 1.1/5                | 7.64                   | 0.7         | 3.45                       | 1.8           | 11.10                        |
| 3  | "Badlands"                          | 9 de outubro de 2019    | 1.2/6                | 7.70                   | 0.7         | 3.46                       | 1.9           | 11.17                        |
| 4  | "Infection: Part I"                 | 16 de outubro de 2019   | 1.3/7                | 8.23                   | 0.6         | 3.21                       | 2.0           | 11.45                        |
| 5  | "Buckle Up"                         | 23 de outubro de 2019   | 1.2/6                | 7.87                   | 0.6         | 3.35                       | 1.9           | 11.22                        |
| 6  | "What Went Wrong"                   | 30 de outubro de 2019   | 1.2/5                | 7.45                   | 0.6         | 3.29                       | 1.8           | 10.75                        |
| 7  | "Welcome to Crazytown"              | 6 de novembro de 2019   | 1.1/5                | 7.68                   | 0.7         | 3.50                       | 1.8           | 11.19                        |
| 8  | "Seeing is Believing"               | 13 de novembro de 2019  | 1.1/5                | 7.17                   | 0.7         | 3.54                       | 1.8           | 10.72                        |
| 9  | "Best Friend Magic"                 | 20 de novembro de 2019  | 1.2/6                | 8.36                   | 0.6         | 3.32                       | 1.8           | 11.69                        |
| 10 | "Hold Our Ground"                   | 8 de janeiro de 2020    | 1.1/6                | 7.95                   | 0.7         | 3.69                       | 1.8           | 11.65                        |
| 11 | "Where We End Up"                   | 15 de janeiro de 2020   | 1.2/6                | 8.17                   | 0.7         | 3.60                       | 1.9           | 11.78                        |
| 12 | "Then Nick Porter Happened"         | 22 de janeiro de 2020   | 1.1/5                | 8.18                   | 0.7         | 3.63                       | 1.8           | 11.78                        |
| 13 | "A Chicago Welcome"                 | 5 de fevereiro de 2020  | 1.1                  | 8.18                   | 0.7         | 3.46                       | 1.8           | 11.65                        |
| 14 | "Shut It Down"                      | 12 de fevereiro de 2020 | 1.1                  | 8.28                   | 0.7         | 3.61                       | 1.9           | 11.90                        |
| 15 | "Off The Grid"                      | 26 de fevereiro de 2020 | 1.2                  | 8.66                   | 0.8         | 4.06                       | 2.1           | 12.73                        |
| 16 | "The Tendency of a Drowning Victim" | 4 de março de 2020      | 1.1                  | 8.26                   | 0.7         | 3.33                       | 1.8           | 11.60                        |
| 17 | "Protect a Child"                   | 18 de março de 2020     | 1.3                  | 9.02                   | 0.8         | 3.53                       | 2.1           | 12.55                        |
| 18 | "I'll Cover You"                    | 25 de março de 2020     | 1.3                  | 9.20                   | 0.7         | 3.31                       | 2.0           | 12.52                        |
| 19 | "Light Things Up"                   | 8 de abril de 2020      | 1.2                  | 8.99                   | 0.8         | 3.45                       | 2.0           | 12.42                        |
| 20 | "51's Original Bell"                | 15 de abril de 2020     | 1.2                  | 9.46                   | 0.7         | 3.19                       | 1.9           | 12.65                        |

## Lançamento em DVD
| Chicago Fire – Season Eight                                                                           | | | | | |
| Detalhes do DVD                                                                                       | Detalhes do DVD                                                                                       | Detalhes do DVD                                                                                       | Características Especiais | Características Especiais | Características Especiais |
| - 20 episódios - 6 discos - Áudio em Inglês (Dolby Digital 5.1 Surround) - Legendas: Inglês e Francês | - 20 episódios - 6 discos - Áudio em Inglês (Dolby Digital 5.1 Surround) - Legendas: Inglês e Francês | - 20 episódios - 6 discos - Áudio em Inglês (Dolby Digital 5.1 Surround) - Legendas: Inglês e Francês | - Episódios crossover com Chicago P.D.: - "Infection: Part III" - Parte três do crossover de três partes que começa em "Infection: Part I". - Burden of Truth - Parte dois do crossover de duas partes que começa em "Off the Grid". - Episódio crossover com Chicago Med: - "Infection: Part II" - Parte dois do crossover de três partes que começa em "Infection: Part I". | - Episódios crossover com Chicago P.D.: - "Infection: Part III" - Parte três do crossover de três partes que começa em "Infection: Part I". - Burden of Truth - Parte dois do crossover de duas partes que começa em "Off the Grid". - Episódio crossover com Chicago Med: - "Infection: Part II" - Parte dois do crossover de três partes que começa em "Infection: Part I". | - Episódios crossover com Chicago P.D.: - "Infection: Part III" - Parte três do crossover de três partes que começa em "Infection: Part I". - Burden of Truth - Parte dois do crossover de duas partes que começa em "Off the Grid". - Episódio crossover com Chicago Med: - "Infection: Part II" - Parte dois do crossover de três partes que começa em "Infection: Part I". |
| Datas de lançamento                                                                                   | | | | | |
| Região 1                                                                                              | Região 1                                                                                              | Região 2                                                                                              | Região 2 | Região 4 | Região 4 |
| 25 de agosto de 2020                                                                                  | 25 de agosto de 2020                                                                                  | 14 de setembro de 2020                                                                                | 14 de setembro de 2020 | 23 de setembro de 2020 | 23 de setembro de 2020 |